# Germanwings
Germanwings bila je njemačka zrakoplovna kompanija sa sjedištem u Kölnu te tvrtka kći Lufthanse. Osnovana je 1997. godine kao niskotarifna zrakoplovna kompanija Eurowings Flug GmbH, a 2002. preimenovana je u Germanwings GmbH. Od 2012. godine Germanwings postupno preuzima sve Lufthansine kontinentalne letove koji se odvijaju izvan čvorišta Frankfurta i Münchena.
Germanwings je od 1. siječnja 2009. u 100 postotnom vlasništvu zrakoplovne kompanije Lufthanse. Flota je staconirana u 5 zračnih luka: Kölnu/Bonnu, Stuttgartu, Berlin-Schönefeldu, i u Dortmundu. U listopadu 2013. Germanwings posjedovao je flotu od 38 Airbus A319-100, 1 Airbus A320-200 te 6 Bombardier CRJ900 aviona. Germanwings leti iz Zagreba i Splita prema Berlinu, Dortmundu, Köln/Bonnu i Stuttgartu. Iz Zadra, Rijeke i Dubrovnika leti u Berlin, Köln/Bonn i Stuttgart te iz Pule za Köln/Bonn. 
U travnju 2020 Germanwings je ugašena. 

## Poslovanje
- 2003.: 2,4 milijuna putnika
- 2004.: 3,5 milijuna putnika
- 2005.: 5,5 milijuna putnika (prihodi cca. 400 milijuna €)
- 2010.: 7,7 milijuna putnika (prihodi cca. 630 mijijuna €)

## Vanjske poveznice
- Germanwings - službena stranica
- Fotografije zrakoplova Germanwingsa